# Чёрно-огненный кролик
Чёрно-огненный кролик — порода кроликов средних размеров шкуркового направления.

## История
В 1880 году выведена в Англии путём сложного воспроизводительного скрещивания животных разных пород: голландский кролик, серебристый кролик и дикий кролик, позднее бельгийский заяц.

## Описание

### Конституция
Телосложение крепкое, иногда нежное; туловище короткое и плотное; грудь глубокая, но недостаточно широкая; спина прямая; круп широкий; лапы прямые и крепкие. Голова небольшая с прямостоячими небольшими ушами длиной 9-10 см; глаза коричневые, при голубой окраске спины — голубые.
Средняя живая масса — 3,0 кг, рекордистов — 5–5,3 кг.

### Мех, шкурка
Волосяной покров длинный, густой, нежный, эластичный, блестящий. Обрамление ноздрей, нижней челюсти, доходящее до затылка, треугольник за ушами, два пятна спереди основания ушей огненной окраски. Красная полоса начинается на подбородке, охватывает грудь, зону между передними лапами и переходит на брюхо. На бока красная полоса заходит на 2 см. Над красной полосой зона с чёрными и жёлто-красными волосами. На передних лапах пальцы чётко ограничены красным волосом. Пух на груди голубой, на животе красный. Крольчата рождаются голубо-огненного цвета.
Окраска проявляется под действием генов у1у1у2у2 и а1; код цвета — CCBBDDEEa1a1у1у1у2у2.

## Использование
От кроликов породы Чёрно-огненный получают вкусное диетическое мясо и шкурку мелких и средних размеров. При производстве изделий из меха, шкурки используют в натуральном виде.